# Acide 2,4-dihydroxybenzoïque
L'acide 2,4-dihydroxybenzoïque ou acide β-résorcylique est un composé organique aromatique de formule C7H6O4, dérivé à la fois de l'acide benzoïque et de la résorcine (1,3-dihydroxybenzène). Sa structure consiste en un cycle de benzène auquel est attaché un groupe carboxyle (-COOH) et deux groupes hydroxyle (-OH). C'est l'un des six isomères de l'acide dihydroxybenzoïque. 

## Synthèse
L'acide 2,4-dihydroxybenzoïque peut être synthétisé à partir de la résorcine et du bicarbonate de potassium par réaction de Kolbe,

## Réactions et dérivés
La bromation de l'acide 2,4-dihydroxybenzoïque par le dibrome dans l'acide acétique glacial conduit initialement à l'acide 5-bromo-2,4-dihydroxybenzoïque qui peut être converti en 4-bromorésorcine par décarboxylation. Avec une addition supplémentaire de brome, le dérivé 3,5-dibromo est formé. Si ce dernier est traité avec de l'acide nitrique, la 4,6-dinitro-2-bromorésorcine est formée par départ du groupe carboxyle et d'un atome de brome,.
Comme pour la bromation, la nitration se produit initialement en position 5. Si le processus est poursuivi avec de l'acide nitrique fumant, un deuxième groupe nitro viendra se substituer en position 3. Un traitement ultérieur à l'acide nitrique produit de l'acide styphnique. Dans les dérivés mononitro et dinitro, le groupe carboxyle peut être éliminé par chauffage, ce qui donne la 4-nitrorésorcine ou la 2,4-dinitrorésorcine. L'acide 5-nitro-2,4-dihydroxybenzoïque peut être réduit avec de l'étain et de l'acide chlorhydrique pour obtenir le composé aminé correspondant.
La chloration  par le dichlore gazeux introduit dans une solution chaude d'acide acétique glacial de l'acide 2,4-dihydroxybenzoïque, a également lieu en position 5 (acide 5-chloro-2,4-dihydroxybenzoïque) et, en excès de chlore, produit le dérivé 3,5-dichloro,. L'acide 5-chloro-2,4-dihydroxybenzoïque se condense avec la résorcine ou la chlororésorcine en tétrahydroxybenzophénones, qui réagissent ensuite par fermeture de cycle pour donner les 7-chloro-3,6-dihydroxyxanthones équivalentes. Si l'on utilise de l'acide 5-nitroïque au lieu de l'acide 5-chlorique, la réaction s'arrête à la cétone et il n'y a pas de fermeture de cycle.
Lors de la réaction avec l'iodométhane dans le méthanol, seul le groupe hydroxyle para est initialement méthylé, ce qui donne l'acide 2-hydroxy-4-méthoxybenzoïque. La méthylation du second groupe hydroxyle est difficile. L'iodoéthane peut également être utilisé pour obtenir du p-monoéthyléther.
Lors du chauffage prolongé d'une solution aqueuse du sel de sodium de l'acide 2,4-dihydroxybenzoïque (acide β-résorcylique), une isomérisation partielle en acide 2,6-dihydroxybenzoïque (acide γ-résorcylique) a lieu
Un proche parent est l'acide orsellinique, qui diffère de l'acide 2,4-dihydroxybenzoïque par un groupe méthyle en position 6.